# حاجی جعفرکندی (پارس‌آباد)
حاجی جعفرکندی یک منطقهٔ مسکونی در ایران است که در استان اردبیل واقع شده‌است. براساس سرشماری مرکز آمار ایران در سال ۱۳۹۵، حاجی جعفرکندی ۱۴۴ نفر جمعیت دارد.